# David Hoppen
David Hoppen (* um 1945) ist ein australischer Badmintonspieler. 

## Karriere
David Hoppen wurde 1969 erstmals nationaler Meister in Australien, wobei er sowohl im Doppel als auch im Mixed erfolgreich war. Ein weiterer Titelgewinn folgten 1970. An der Whyte Trophy nahm er 1971 und 1977 teil. Mehrfach siegte er bei den Victoria International.